# Beugnies
Beugnies ist eine französische Gemeinde im Département Nord in der Region Hauts-de-France. Sie gehört zum Arrondissement Avesnes-sur-Helpe, zum Kanton Fourmies und zum Gemeindeverband Cœur de l’Avesnois.

## Geografie
Die Gemeinde Beugnies liegt 14 Kilometer südlich von Maubeuge und zehn Kilometer westlich der Grenze zu Belgien. Sie grenzt im Norden an Wattignies-la-Victoire, im Nordosten an Dimont, im Osten an Sars-Poteries, im Südosten an Felleries, im Süden an Flaumont-Waudrechies, im Südwesten an Bas-Lieu und im Westen an Semousies sowie Nordwesten an Dourlers (Berührungspunkt) und Floursies. Die Bewohner nennen sich Beugnisiens oder Beugnisiennes. Mit der Gemeinde Sars-Poteries ist Beugnies baulich zusammengewachsen.
Die ehemalige Route nationale 362 führt über Beugnies.

## Bevölkerungsentwicklung
| Jahr                       | 1962 | 1968 | 1975 | 1982 | 1990 | 1999 | 2008 | 2013 | 2020 |
| Einwohner                  | 702  | 631  | 555  | 531  | 509  | 522  | 523  | 638  | 619  |
| Quellen: Cassini und INSEE |      |      |      |      |      |      |      |      |      |

## Sehenswürdigkeiten
- Schloss Copreaux

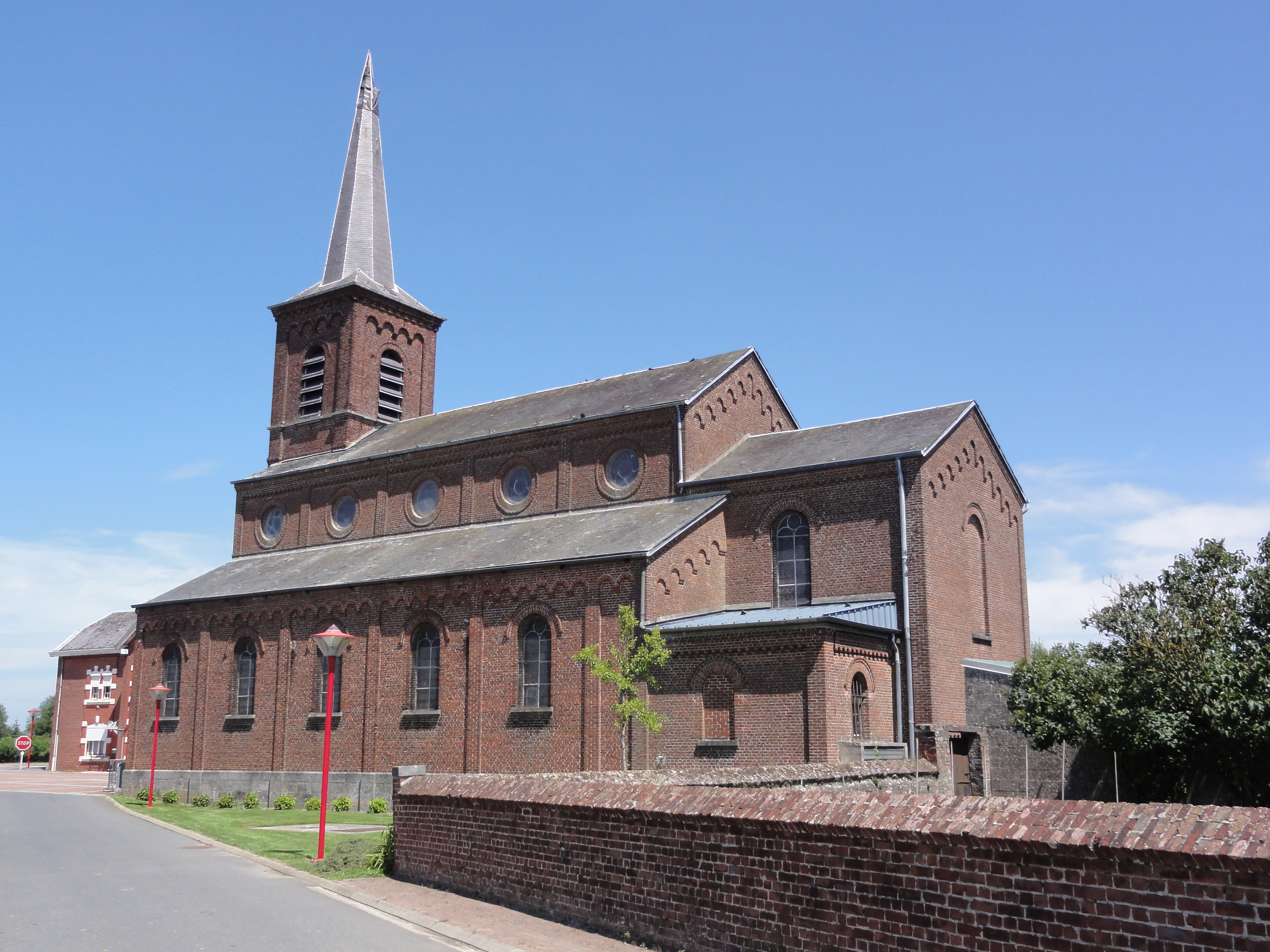
Kirche Saint-Martin
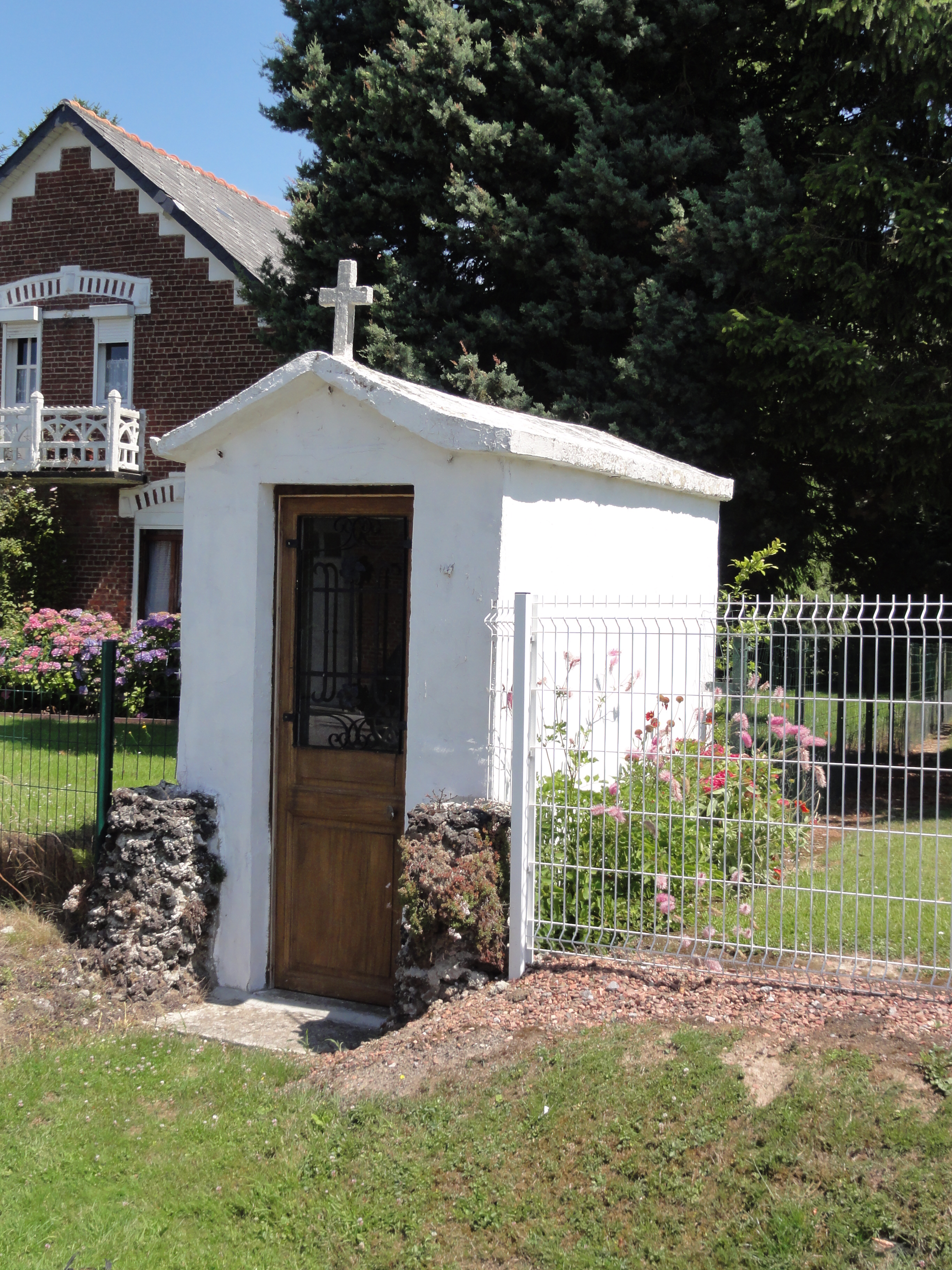
Kapelle Notre-Dame-de-Lourdes
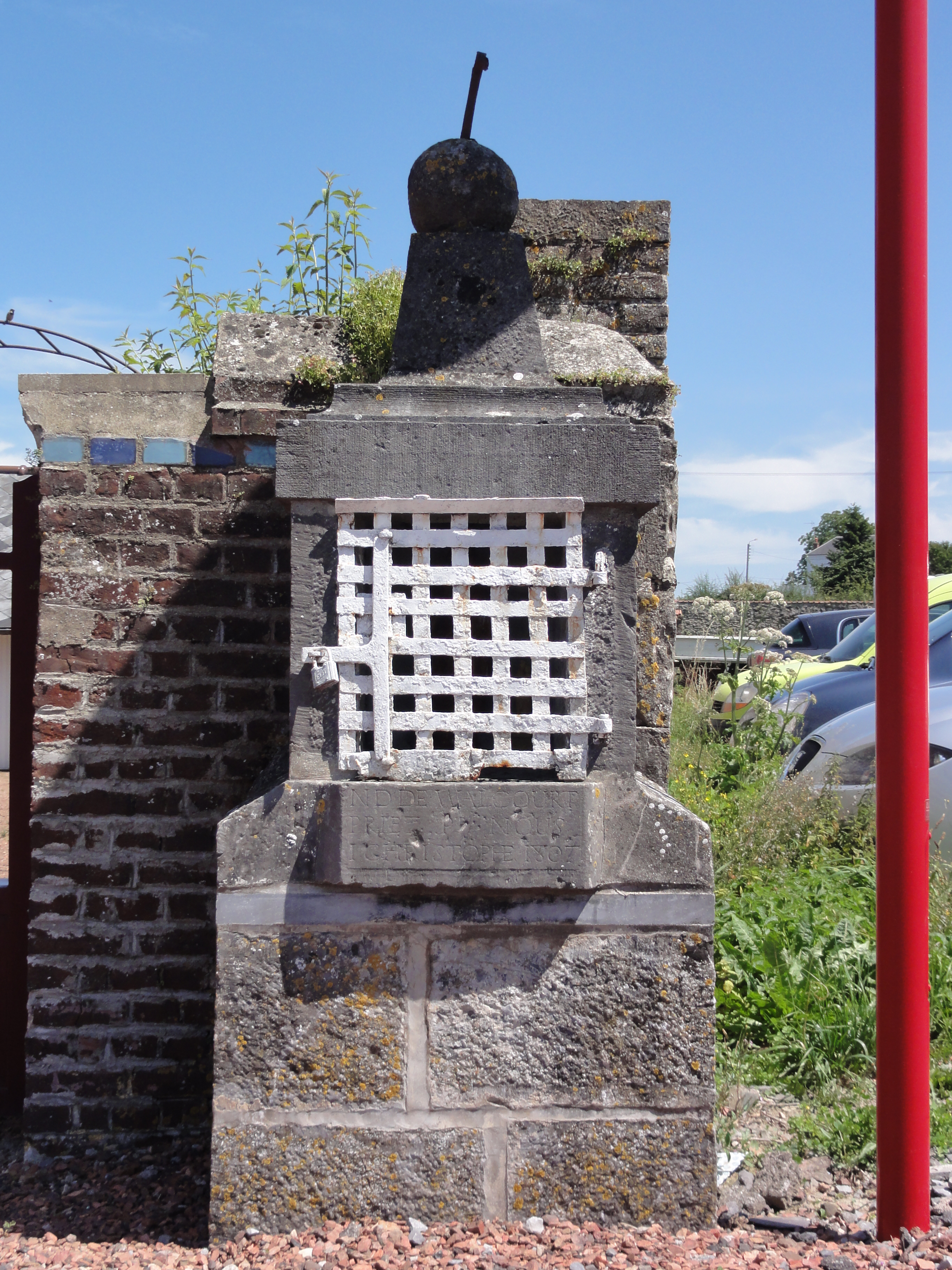
Oratorium Notre-Dame-de-Walcourt
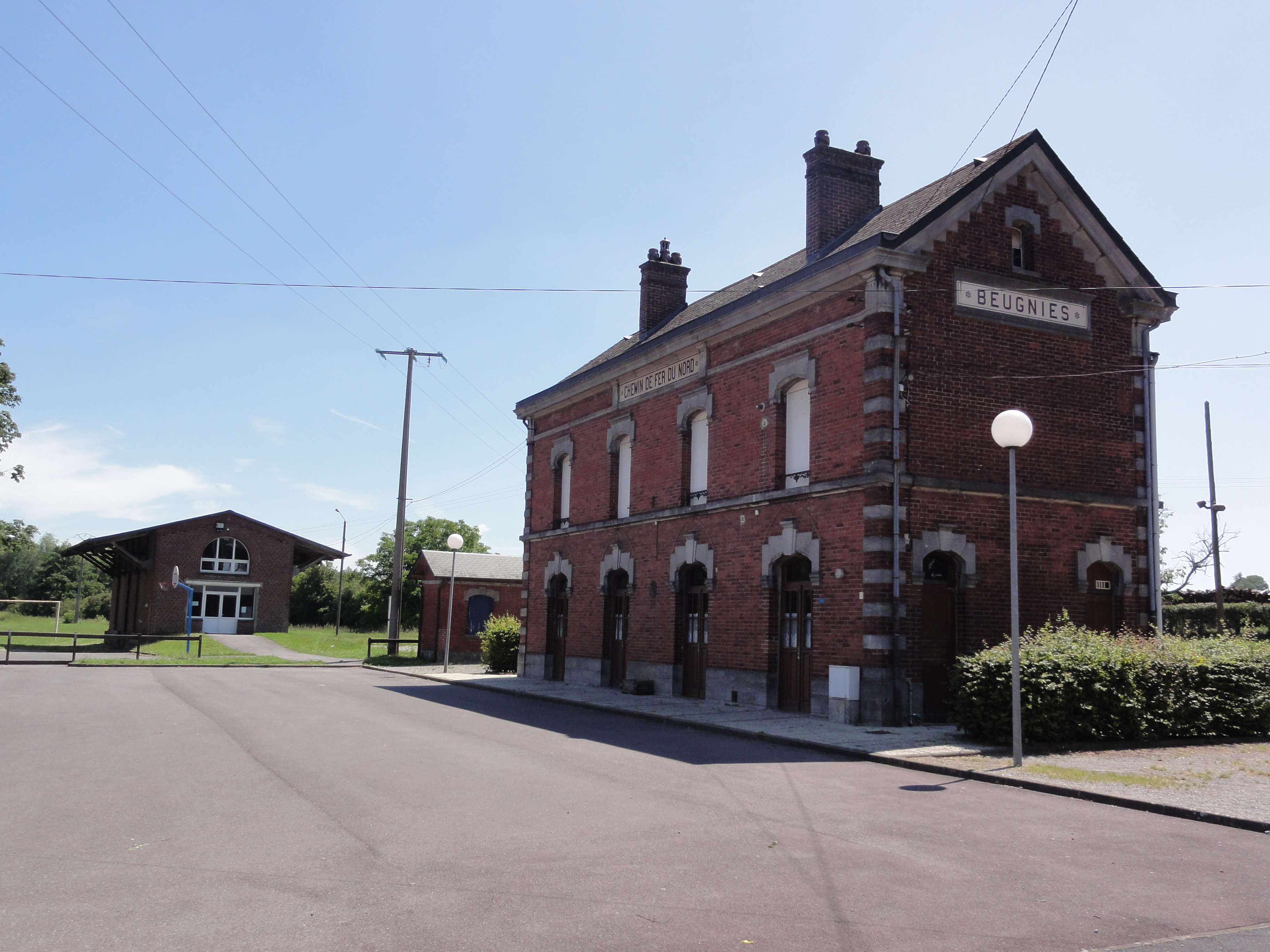
Ehemaliger Bahnhof
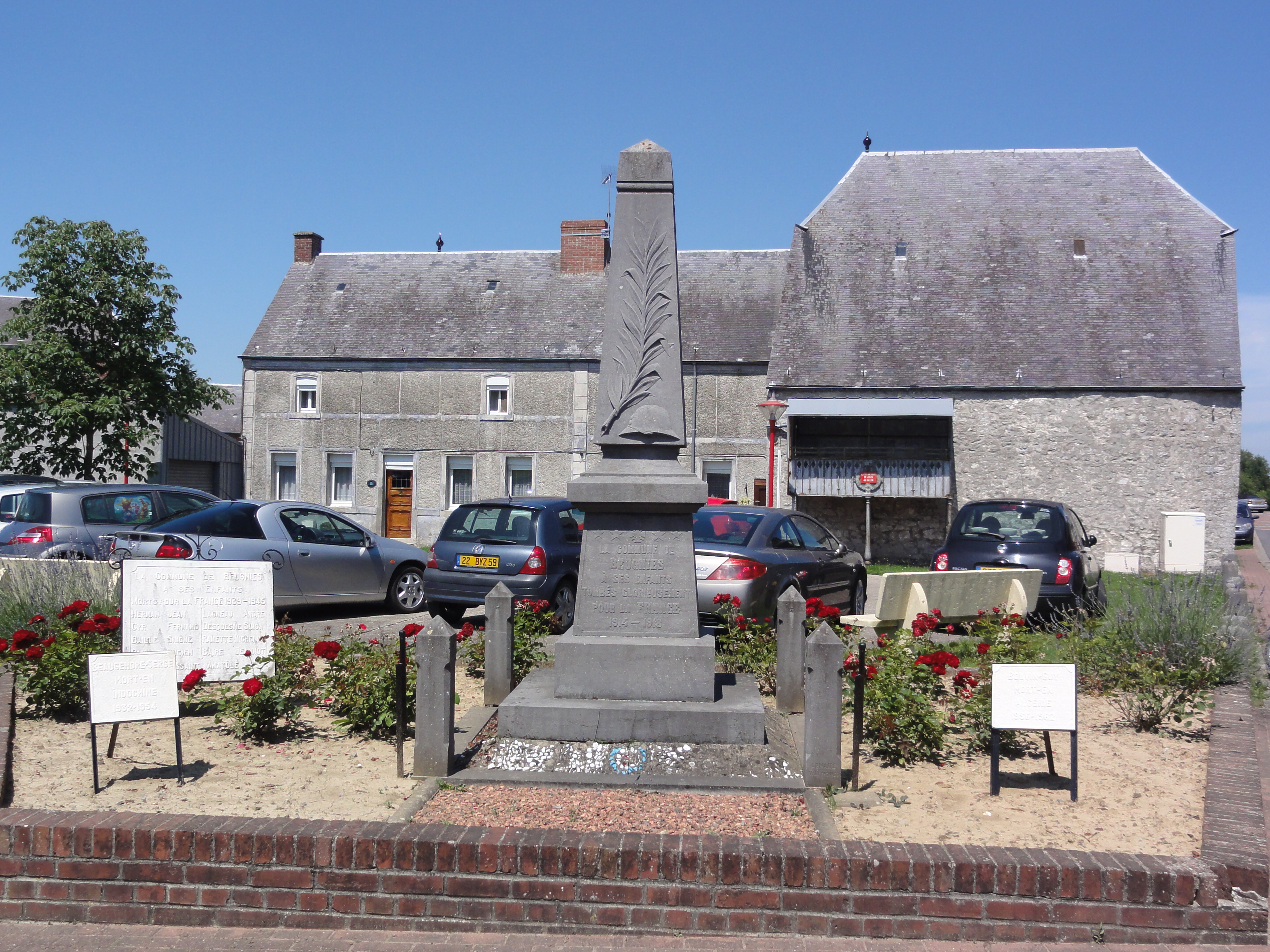
Gefallenendenkmal

- Kirche Saint-Martin
- Kapelle Notre-Dame-de-Lourdes
- Oratorium Notre-Dame-de-Walcourt
- Ehemaliger Bahnhof
- Gefallenendenkmal